# ثقافة فلسطين

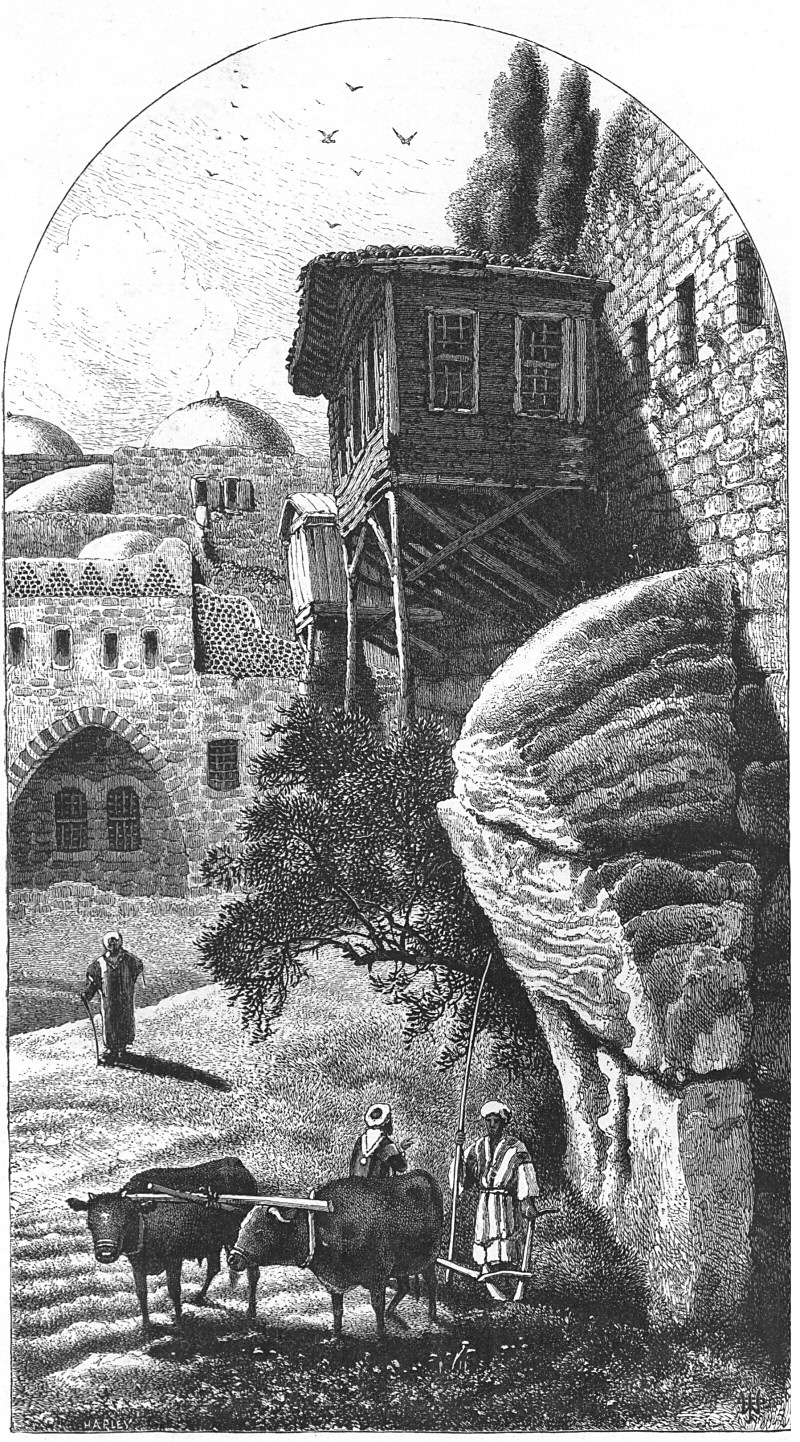

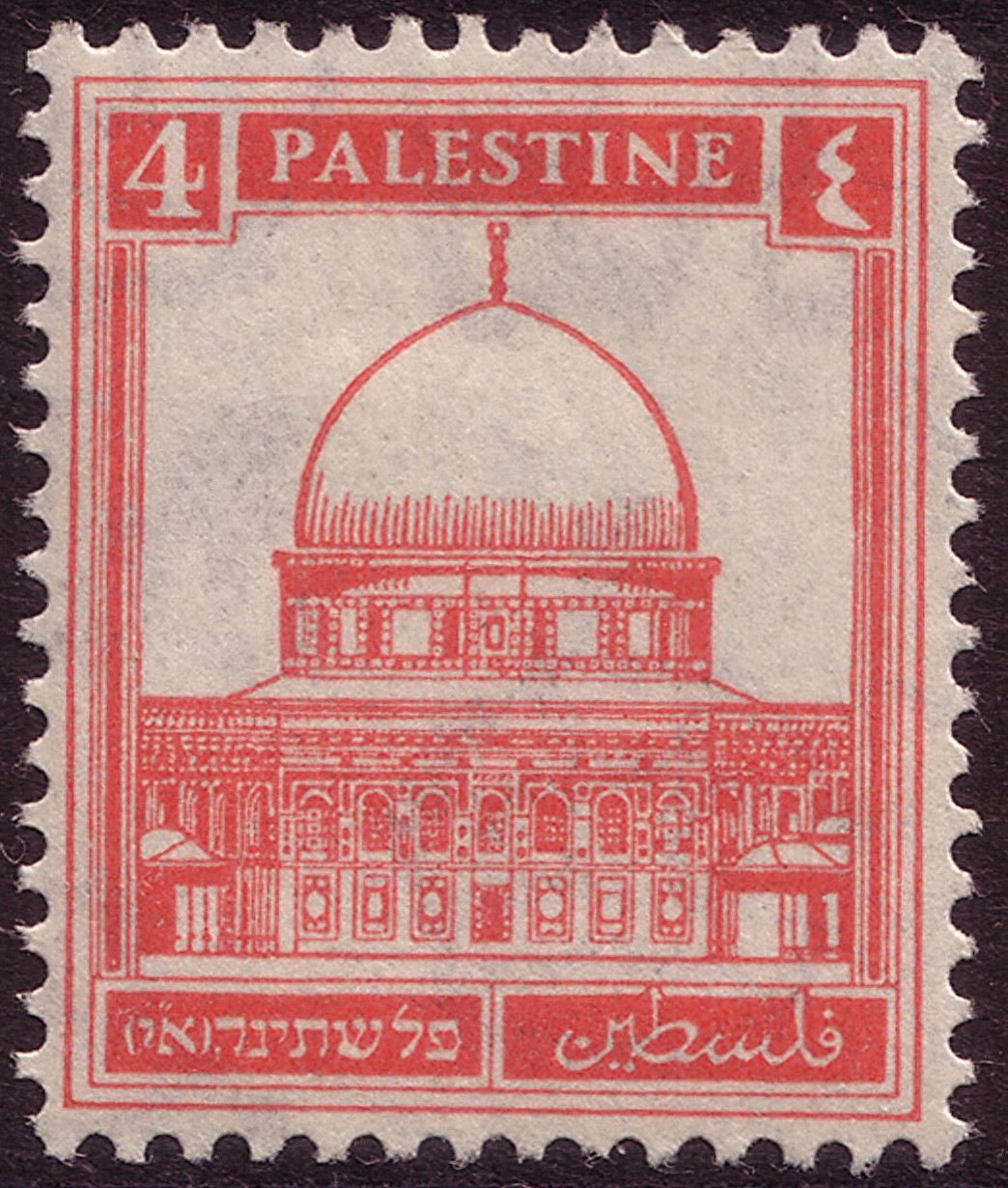
طابع فلسطيني من زمن الانتداب البريطاني

ثقافة فلسطين تشكل الثقافة في فلسطين جزءا لايتجزأ من هوية الشعب الفلسطيني على مر التاريخ والعصور، مما لابد من الإشارة إليه أن بدء ظهور المجلات والملاحق الثقافية في فلسطين يعود إلى عام 1905؛ حيث الاهتمام بنشر كتابات المثقفين الفلسطينيين في الأراضي المحتلة وفي الشتات، إضافة إلى ما ينتجه الكثير من المثقفين وكبار الكتاب والشعراء والأدباء العرب المناصرين للقضية الفلسطينية.
يُعتبر المثقفون الفلسطينيون، جزءا لا يتجزأ من الأوساط الفكرية العربية، ممثلة في الأفراد مثل مي زيادة وخليل بيدس وعزمي بشارة... وغيرهم، حيث كانت في أواخر القرن التاسع عشر وأوائل القرن العشرين، مستويات التعليم بين الفلسطينيين عالية بشكل كبير. في الضفة الغربية توجد نسبة أعلى من المراهقين من السكان المسجلين في التعليم الثانوي. حتى منذ ثلاثين عاما، (الفلسطينيون) ربما كانوا بالفعل أكبر نخبة من المتعلمين بين جميع الشعوب العربية. الثقافة الفلسطينية هي الأوثق صلة مع تلك الثقافات الشرقية القريبة وبالأخص بلدان مثل لبنان، سوريا، والأردن، وكثير من بلدان العالم العربي. المساهمات الثقافية لمجالات الفن والأدب والموسيقى والملابس والمطبخ أعربت عن تميز التجربة الفلسطينية، وهي لا زالت تزدهر، على الرغم من الفصل الجغرافي الذي حدث في فلسطين التاريخية بين الأراضي الفلسطينية وإسرائيل والشتات.
ان المساهمات التي تتحدث عن كنعان الفلسطينية وغيرها التي نشرت في دورية لمجتمعات فلسطين الشرقية (1920-1948) كان الدافع من وراءها القلق من أن «الثقافة الوطنية من فلسطين»، وخاصة في مجتمع الفلاحين، قد يمكن تقويضها. ومن أبرز المجلات والصحف والملاحق الثقافية التي عرفت طريقها للصدور في فلسطين قديما؛ مجلة «الكرمل»، وصحيفة «القدس»، ومجلة «النفائس»، والملحق الأدبي في جريدة فلسطين، والفجر الأسبوعي، والاتحاد، والحقوق، وصوت العروبة، وغيرها الكثير، فيما عكف الكثير من الأدباء والمثقفين والكتاب على إصدار بعض الملاحق والمجلات والصحف التي تعنى بالثقافة الفلسطينية، وذلك في بلاد المهجر، محاولين التواصل الثقافي مع أبناء وطنهم الذي هجّرهم الاحتلال إلى الدول العربية المجاورة، فقاموا بإنشاء الصحف والمجلات، ومن أهم هذه المجلات جريدة «غزة» التي كانت توزع في الأردن ومصر والسعودية.

## الفن

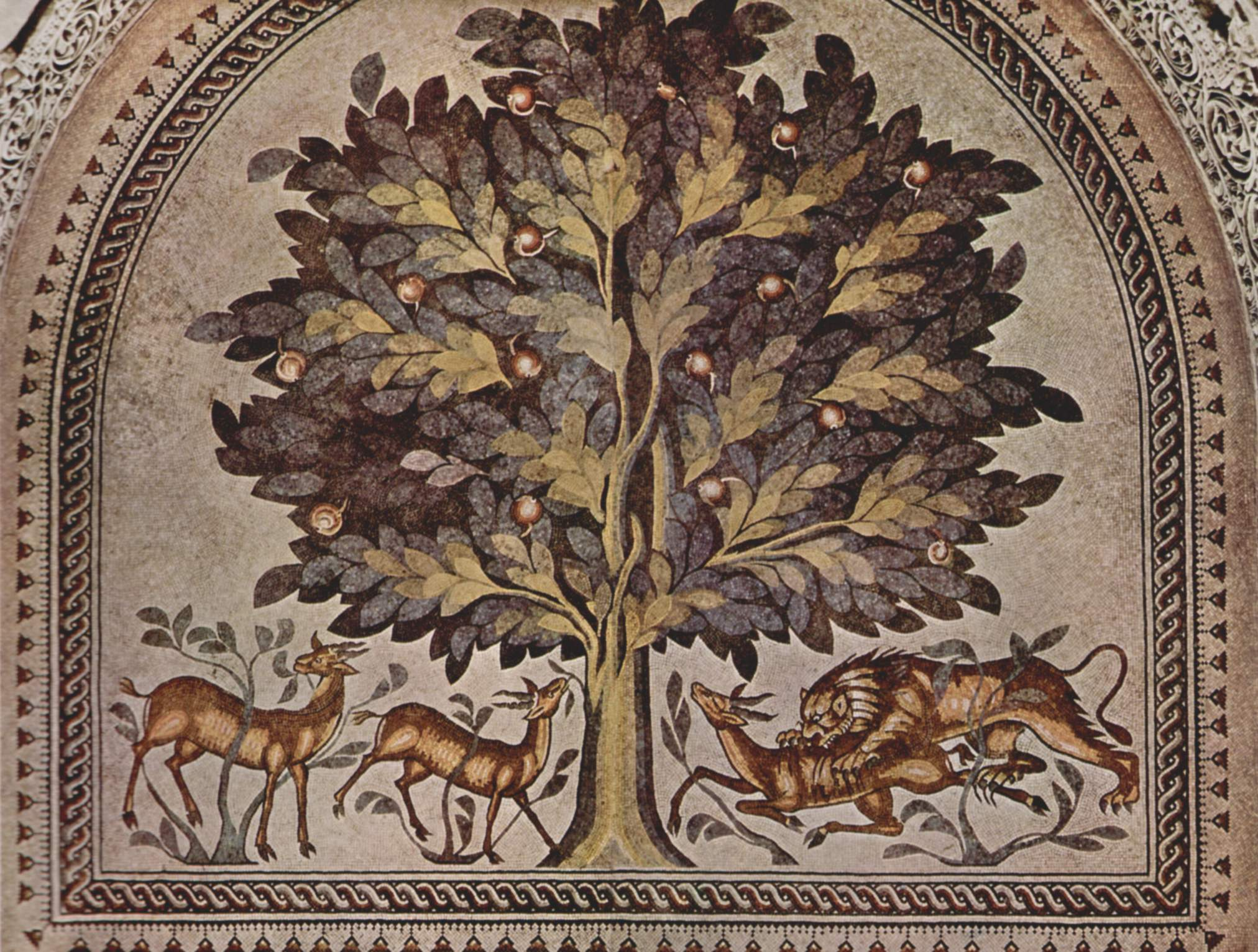
رسومات أموية على جدران قصر هشام في أريحا

يمتد ميدان الابداع الفلسطيني في مجال الفنون على مدى أربع مراكز جغرافية رئيسية: - الضفة الغربية وقطاع غزة - إسرائيل - الشتات الفلسطيني في العالم العربي - الشتات الفلسطيني في أوروبا، الولايات المتحدة وأماكن أخرى.
الفن الفلسطيني المعاصر يجد جذوره في الفنون الشعبية التقليدية، المسيحية والإسلامية التي تعكس اللوحة الشعبية في فلسطين عبر العصور. بعد نزوح الفلسطينيين عام 1948، هيمنت على الفلسطينيين المواضيع الوطنية واستخدام مختلف وسائل الإعلام والفنانين للتعبير عن وصلة لاستكشاف الهوية والأرض.

## المطبخ

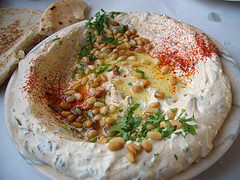
طبق الحمص بالطحينة

الطبق الوطني من فلسطين هو المسخن تلفظ (بضم الميم وفتح السين وتشديد الخاء). ويتكون من الخبز والبصل والسماق والدجاج المسلوق وزيت الزيتون ويطهى جميعا في الفرن.ينعكس تاريخ فلسطين من حكم إمبراطوريات كثيرة مختلفة على المطبخ بشكل واضح، والتي استفادت من مختلف المساهمات والتبادلات الثقافية. لقد تأثرت الأطباق الفلسطينية بثلاث ثقافات رئيسية من جماعات إسلامية: العرب، والفرس والأتراك. والمطبخ الفلسطيني هو أحد المطابخ الشرقية الغنية في منطقة بلاد الشام، عموما المطبخ الفلسطيني يتشابه إلى حد كبير مع فن الطبخ في سوريا الحديثة.

## المطبخ الحديث

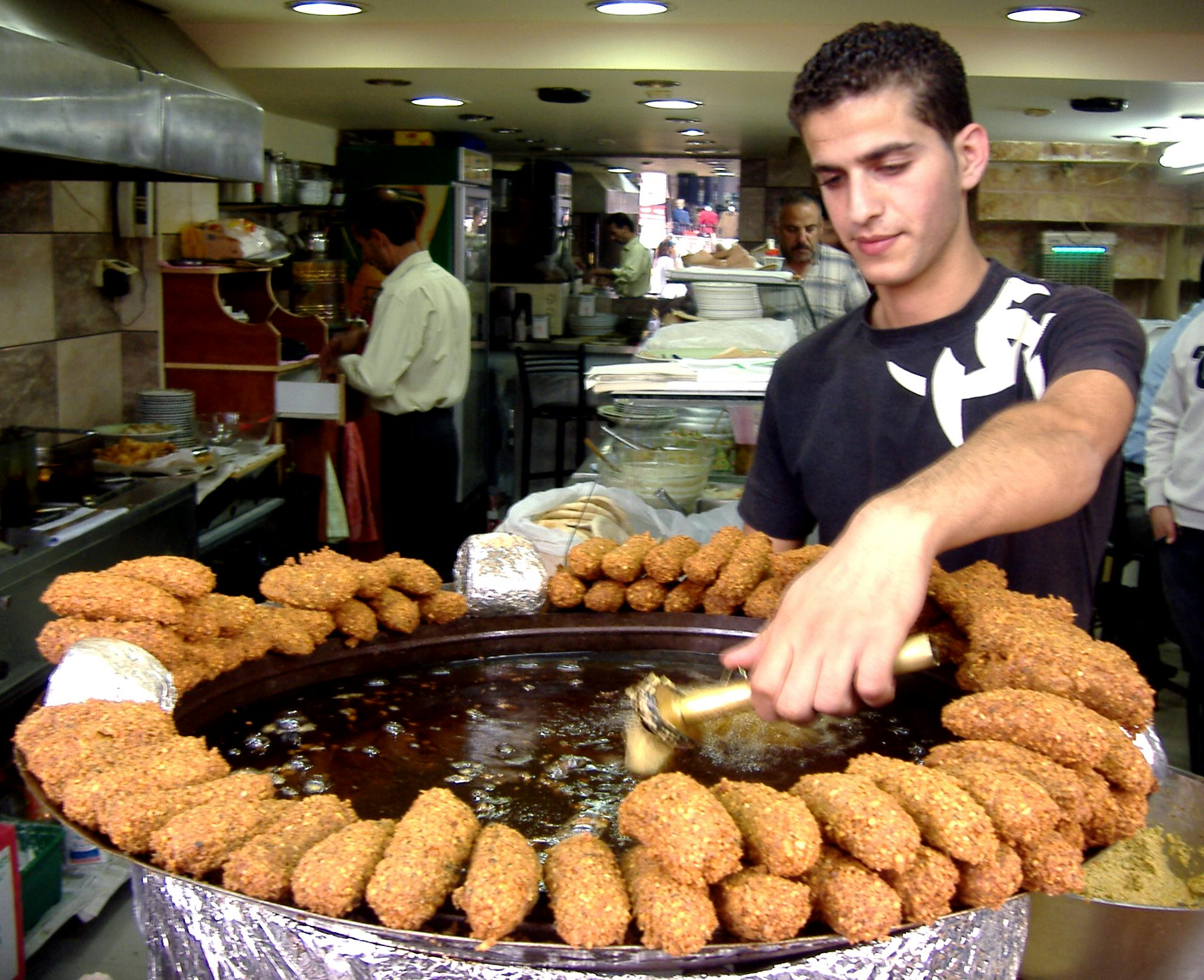
شاب فلسطيني يقدم الفلافل في رام الله

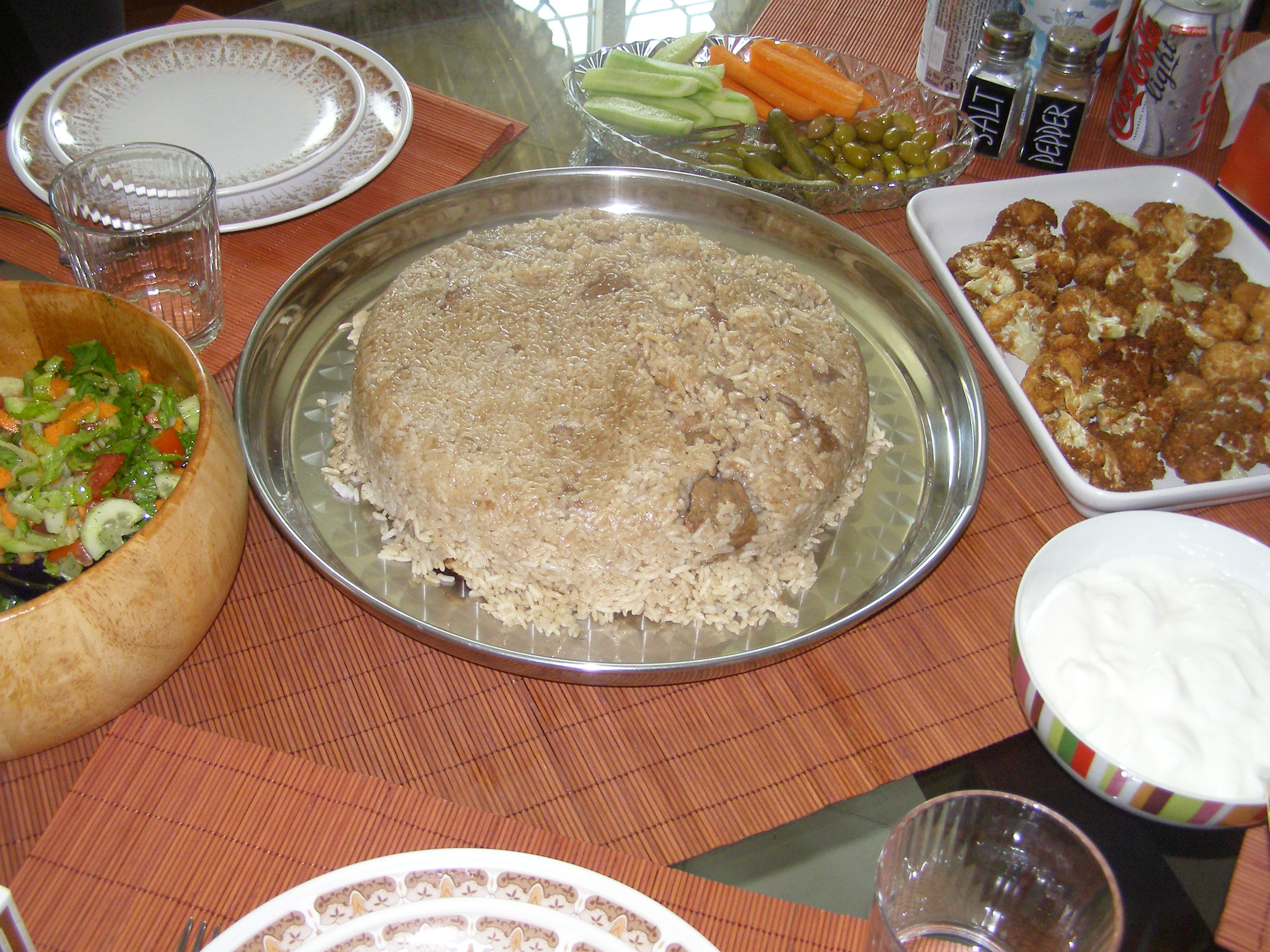
مقلوبة

ينعكس تاريخ فلسطين في حكم العديد من الإمبراطوريات المختلفة في المطبخ الفلسطيني الذي استفاد من مختلف المساهمات والتبادلات الثقافية. وبشكل عام تأثرت الأطباق الفلسطينية الحديثة بحكم ثلاث مجموعات إسلامية رئيسية : العرب والعرب المتأثرين بالفرس والأتراك. كان لدى العرب البدو الأصليين في سوريا وفلسطين تقاليد طهي بسيطة تعتمد في المقام الأول على استخدام الأرز ولحم الضأن والزبادي بالإضافة إلى التمر.
كان مطبخ الإمبراطورية العثمانية التي ضمت فلسطين كواحدة من ولاياتها بين عامي 1517 و1918 يتألف جزئياً مما أصبح في ذلك الوقت مطبخاً عربياً غنياً. بعد حرب القرم بدأت العديد من المجتمعات الأجنبية (وخاصة البوسنيين واليونانيين والفرنسيين والإيطاليين ) في الاستقرار في المنطقة وكانت القدس ويافا وبيت لحم الوجهات الأكثر شعبية لهذه المجموعات. وقد ساهم مطبخ هذه المجتمعات وخاصة تلك الموجودة في البلقان في تشكيل طابع المطبخ الفلسطيني. ومع ذلك وحتى خمسينيات وستينيات القرن العشرين كان الغذاء الأساسي للعديد من الأسر الريفية الفلسطينية يدور حول زيت الزيتون والزعتر والخبز المخبوز في فرن بسيط يسمى الطابون.

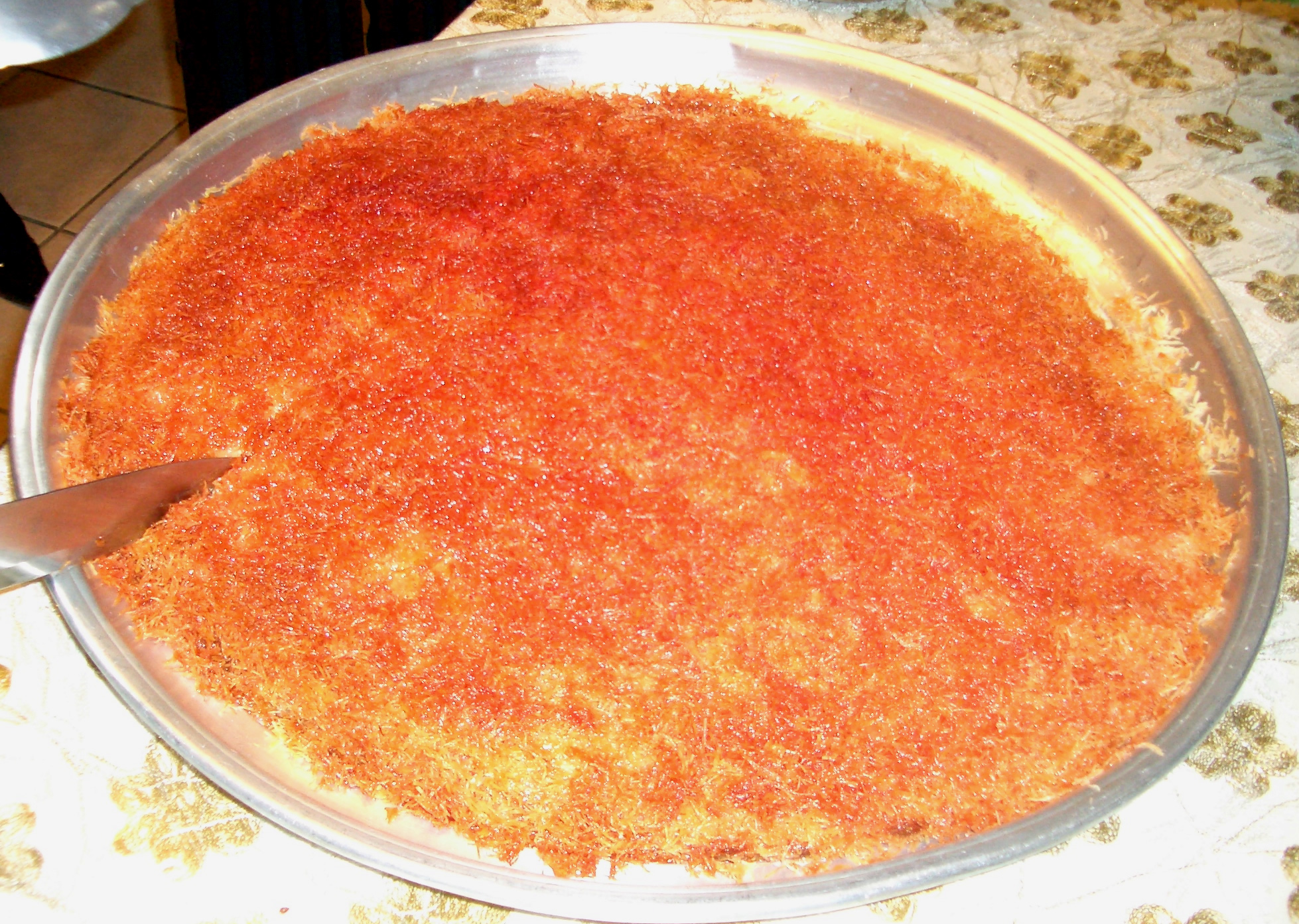
كنافة في مقلاة

ينقسم المطبخ الفلسطيني إلى ثلاث مجموعات إقليمية : منطقة الجليل والضفة الغربية وغزة. يتشابه المطبخ في منطقة الجليل مع المطبخ اللبناني في كثير من الأمور وذلك بسبب التواصل الواسع بين المنطقتين قبل قيام إسرائيل. يتخصص سكان الجليل في إنتاج عدد من الوجبات المعتمدة على مزيج من البرغل والتوابل واللحوم والمعروفة باسم الكبية عند العرب. تتوفر الكبة بعدة أشكال منها تقديمها نيئة أو مقلية أو مخبوزة.
يتأثر مطبخ قطاع غزة بمصر المجاورة وموقعه على ساحل البحر الأبيض المتوسط. الغذاء الأساسي لغالبية السكان في المنطقة هو الأسماك. تتميز غزة بصناعة صيد الأسماك الرئيسية وغالبًا ما تقدم الأسماك مشوية أو مقلية بعد حشوها بالكزبرة والثوم والفلفل الأحمر والكمون ثم تتبيلها بمزيج من الكزبرة والفلفل الأحمر والكمون والليمون المفروم. ويظهر التأثير المصري في المطبخ أيضًا من خلال الاستخدام المتكرر للفلفل الحار والثوم والسلج لإضفاء نكهة على العديد من وجبات غزة. الطبق الأصلي في منطقة غزة هو السماقية والذي يتكون من السماق المطحون المنقوع في الماء والممزوج بالطحينة والذي يضاف بعد ذلك إلى شرائح السلق وقطع من لحم البقر المطهو والحمص.

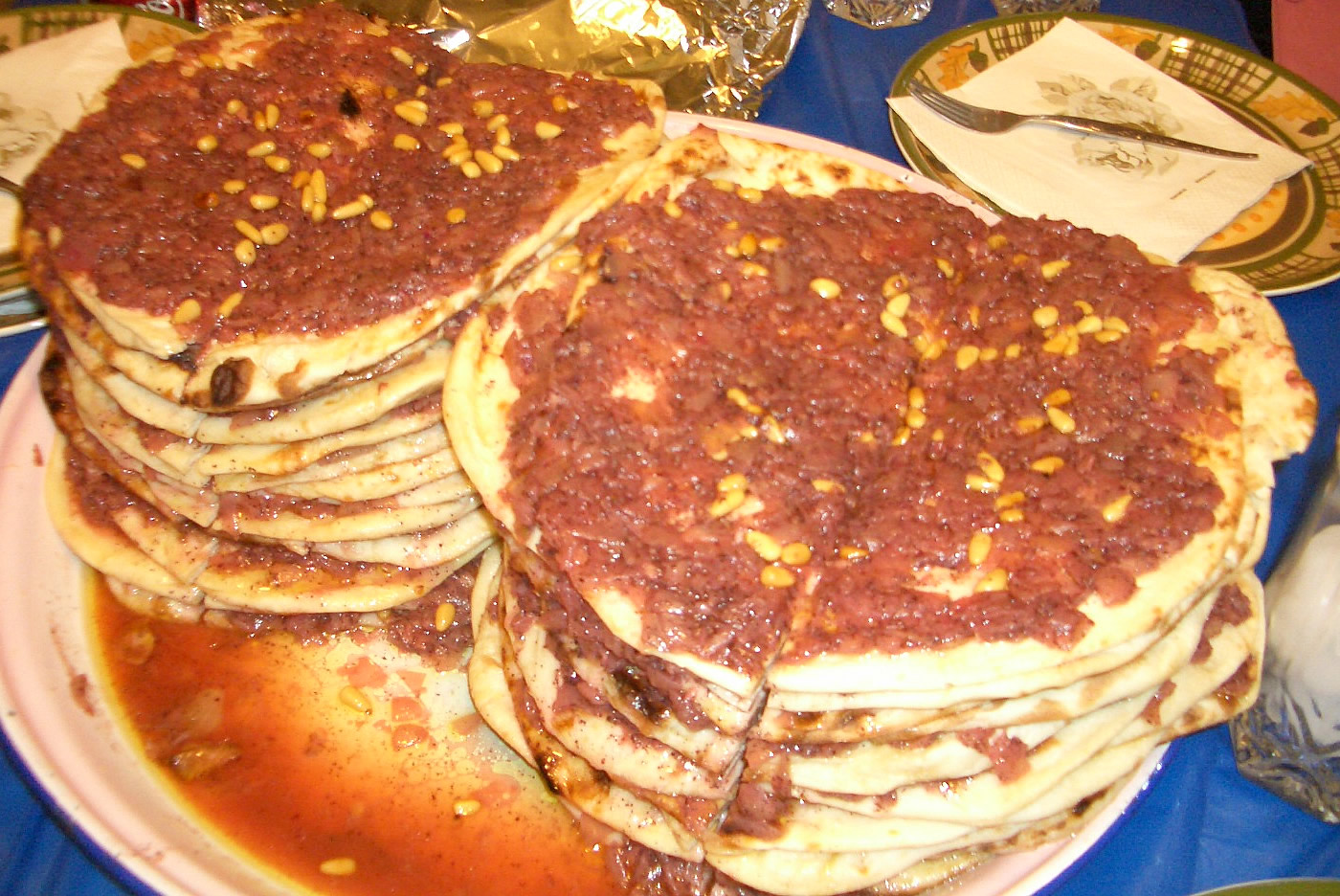
المسخن ؛ الطبق الوطني الفلسطيني

هناك العديد من الأطعمة الفلسطينية الأصيلة والمعروفة في العالم العربي مثل الكنافة النابلسية والجبنة النابلسية (جبنة نابلسية)والجبنة العكاوية (جبنة عكا ) والرومانية (من يافا) والسماقية (يخنة من غزة) والمسخن. الكنافة أصلها من نابلس وكذلك الجبن النابلسي المحلى المستخدم في حشوها. البقلاوة وهي معجنات قدمت في عهد السلطان العثماني سليمان القانوني هي أيضًا جزء لا يتجزأ من المطبخ الفلسطيني.
الفلافل المصنوعة من الحمص والتي حلت محل الفول المستخدم في الوصفة المصرية الأصلية وأضيف إليها الفلفل الهندي والتي قدمت بعد أن فتحت الغزوات المغولية طرقًا تجارية جديدة هي من الأطعمة الأساسية المفضلة في المطبخ المتوسطي.
تشمل الأطباق الرئيسية التي تتناولها في جميع أنحاء الأراضي الفلسطينية ورق العنب المسلوق الملفوف حول الأرز المطبوخ ولحم الضأن المفروم. الماحاشي هي تشكيلة من الخضروات المحشوة مثل الكوسة والبطاطس والملفوف وفي غزة السلق.

## أفلام
هي الأفلام السينمائية التسجيلية والروائية التي أنتجها العرب الفلسطينيون في فلسطين التاريخية قبل عام 1948 أو تلك التي أنتجها الفلسطينيون بعد 1948 في فلسطين والشتات. يدخل في السينما الفلسطينية الأفلام التي أنتجها أشخاص من عرب الداخل الذين يحملون الجنسية الإسرائيلية خاصة إذا تناولت القضية الفلسطينية.. العديد من الأفلام الفلسطينية تتم بدعم أوروبي.لا على سبيل الحصر الأفلام المنتجة في العربية؛ يتم ترجمة بعضها للغة الإنجليزية، الفرنسية أو العبرية. أكثر من 800 فلم أنتج عن الفلسطينيين، والصراع الإسرائيلي الفلسطيني، والمواضيع الأخرى ذات الصلة.

## الصناعات التقليدية

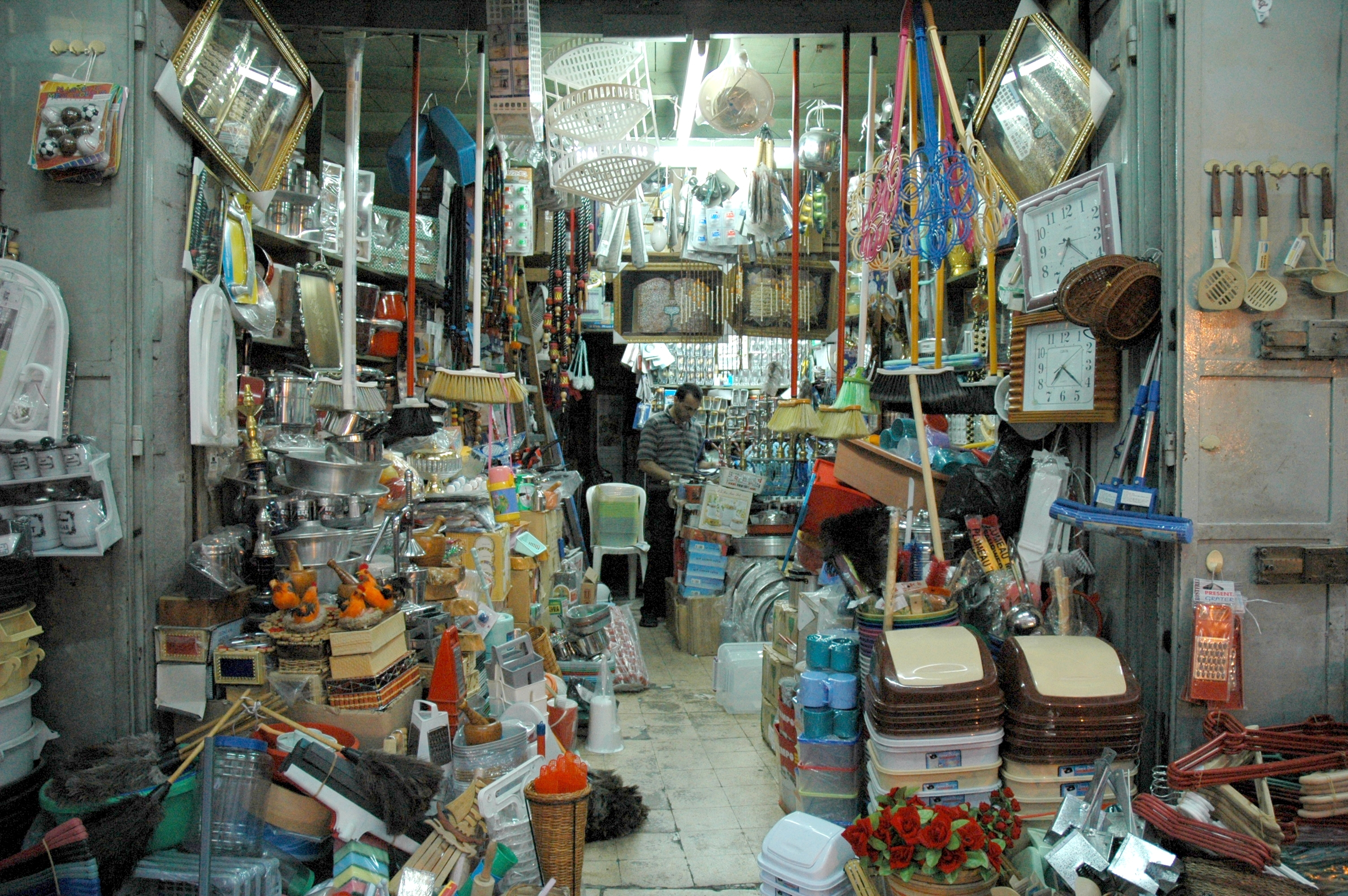
الصناعات الحرفية في القدس

تعتبر طائفة واسعة من الحرف اليدوية، كثير منها قد أنتجت من قبل العرب في فلسطين لمئات من السنين، لا تزال تنتج اليوم. الحرف الفلسطينية تشمل الحرف اليدوية والتطريز والنسيج والخزف والقرارات، وصنع الصابون والزجاج وصنع القرار، والزيتون الخشبية والمنحوتات الأم من اللؤلؤ، وغيرها.

## الشعر

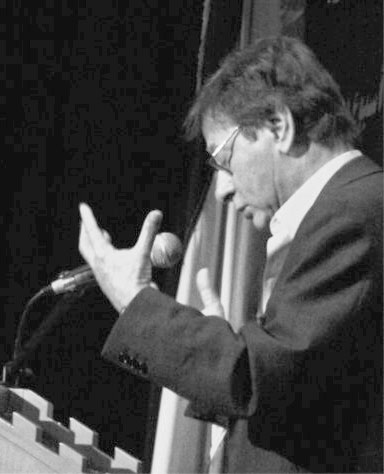
الشاعر الفلسطيني محمود درويش

يشكل الشعر الفلسطيني، باستخدام الكلاسيكية أشكال ما قبل الإسلام، والذي لايزال في غاية الشعبية شكل من اشكال الفن، وكثيرا ما جذب الجماهير الفلسطينية في الآلاف. كان الشعراء جزءا من التقاليد المحلية الشعبية الفلسطينية الذين يتلون القصائد التي كانت سمة من سمات كل مدينة فلسطينية.
بعد نزوح الفلسطينيين عام 1948، كان الشعر يتحول إلى وسيلة للنشاط السياسي. من بين هؤلاء الفلسطينيين الذين أصبحوا مواطنين عرب من إسرائيل وبعد صدور قانون الجنسية في عام 1952، والذين اشتهروا بأدب المقاومة كان الشاعر محمود دسوقي، محمود درويش، سميح القاسم، وتوفيق زياد. هذه أعمال الشعراء غير معروف إلى حد كبير إلى العالم العربي لسنوات بسبب عدم وجود علاقات دبلوماسية بين إسرائيل والحكومات العربية لكن الوضع تغير بعد كتايات غسان كنفاني، الكاتب الفلسطيني المنفى في لبنان، ونشرت مختارات من أعمالها في عام 1966.
كثيرا ما يشترك الشعر الفلسطيني ويمتاز بالكتابة بقوة عن المحبة وفقدان الشعور والحنين للوطن الضائع.
ينتشر بالشتات شخصيات مثل إدوارد سعيد وغادة الكرمي، المواطنين العرب في إسرائيل مثل اميل حبيبي، من سكان مخيمات اللاجئين مثل إبراهيم نصر الله الذين قدموا مساهمات لعدد من الميادين، وهي تدل على تنوع الخبرة والفكر بين الفلسطينيين.
كذلك الشاعر أديب رفيق محمود ابن عنبتا الفلسطينية. عمه الشاعر الذي حمل روحه على راحته... وألقى بها في مهاوي الردى- ذلك هو عبد الرحيم محمود الذي سلم روحه في معركة الشجرة، وبقيت كلماته شجرة أصلها ثابت وفرعها في السماء. صدر للشاعر اديب رفيق كتاب جديد بعنوان التجربة... الكتاب عبارة عن سيرة ذاتية تضم الأحداث المفرحة والمحزنة العامة والخاصة.

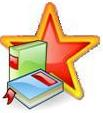
الشاعر الفلسطيني Adeeb rafeeq

## الفلكلور

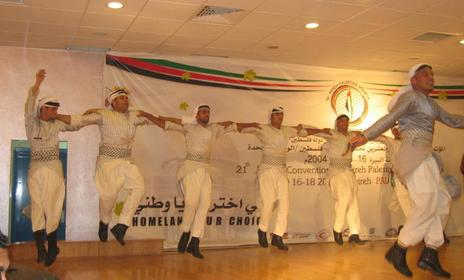
الدبكة الفلسطينية

يشكل الفولكلور الفلسطيني الهيئة التي تعبر عن الثقافة، بما فيها الحكايات، الموسيقى، الرقص، والأساطير، والتاريخ الشفوي، الأمثال، النكت، والمعتقدات الشعبية، العادات، والتقاليد التي تتألف منها (بما في التقاليد الشفوية) للثقافة الفلسطينية.
إن إحياء الفلكلور بين المثقفين الفلسطينيين مثل نمر سرحان، موسى مبيض، سالم علوش، يعكس اهتمام المثقف الفلسطيني بهذا الفلكلور. والفولكلور الفلسطيني له جذور ثقافية ما قبل الإسلام (وقبل العبرانية)، حيث يتم إعادة بناء الهوية الفلسطينية مع التركيز على الثقافات الكنعانية واليبوسية. ويبدو أن هذه الجهود قد آتت ثمارها كما يتضح في تنظيم الاحتفالات والمهرجانات الثقافية كالمهرجان السنوي للموسيقى مهرجان يبوس من قبل وزارة الثقافة الفلسطينية، احتفالية فلسطين للأدب ومهرجان فلسطين الدولي... وغيرها

تشكل الدبكة المعلم الرئيسي من معالم فن الرقص الجماعي التقليدي في فلسطين والمنطقة بشكل عام. والذي يمتد جذوره إلى زمن الكنعانيين والفينيقيين للاحتفال في أيام الأعياد. يتميز الدبكة بتزامن القفز، والقضاء، والحركة، مماثلة للاستفادة من الرقص. واحد هو النسخة التي يؤديها الرجال والنساء من جانب آخر.

## الأزياء

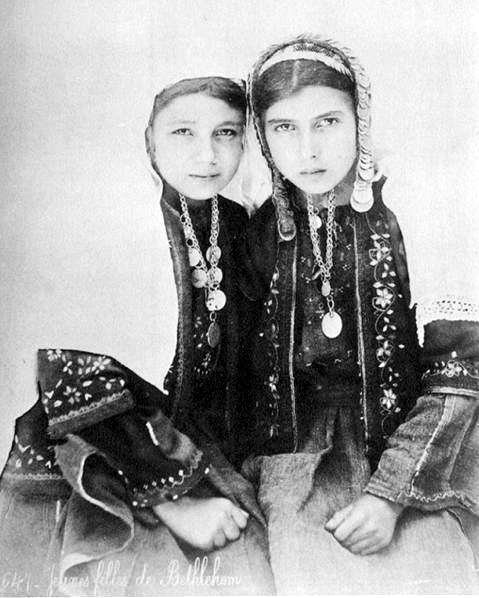
الأزياء الفلسطنينة القديمة

كتب الكثير من المسافرين إلى فلسطين خلال القرن التاسع عشر والعشرين عن الأزياء التقليدية الفلسطينية وخاصة الثوب الفلاحي النسائي في الريف الفلسطيني. وتكاد تمتاز كل مدينة فلسطينية عن الأخرى بنوع التطريز مثل بيت لحم والقدس ويافا وغزة...
حتى الأربعينيات من القرن الفائت، كانت المرأة جزء من الوضع الاقتصادي، اما إذا كانت متزوجة أو غير متزوجة، كما كانت كل مدينة أو منطقة تمتاز بما كان يميزها، يمكن أن معظم النساء الفلسطينيات نوع من القماش، والألوان، القطع، والتطريز والدوافع، أو عدمها، وتستخدم للفستان. ورغم هذه الاختلافات المحلية والإقليمية التي اختفت إلى حد كبير بعد عام 1948 ونزوح الفلسطينيين، الا انه الايزال التطريز والملابس الفلسطينية تنتج في أشكال جديدة إلى جانب الثياب الإسلامية والموضات الغربية.

## الموسيقى

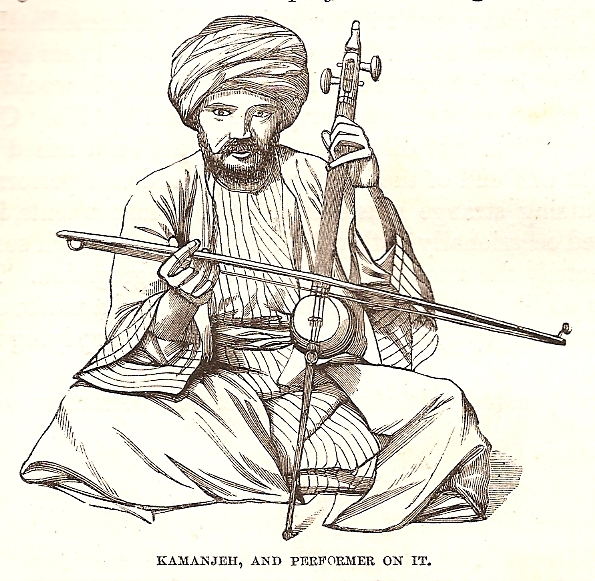
آلة الربابة في القدس 1859

الموسيقى الفلسطينية هي معروفة ومحترمة في جميع أنحاء العالم العربي والعالم. لقد ظهرت موجة جديدة من الفنانين مع مواضيع متميزة الفلسطينية بعد نزوح الفلسطينيين عام 1948، المتعلقة بأحلام الدولة المزدهرة والمشاعر القومية. بالإضافة إلى الزجل والعتابة، ومن أشهر الأغاني التقليدية الفلسطينية: عالروزنة، ظريف الطول، ميجانة، الدلعونة، السحجة والزغاريت...
اما العتابة هو شكل من أشكال الغناء الشعبي المنتشر خارج فلسطين. وهو يتألف من 4 مقاطع شعرية، والجانب الرئيسي من العتابة هو أن المقاطع الأولى يجب أن تنتهي بنفس الكلمة لثلاثة أشياء مختلفة، ويأتي المقطع الرابع والاستنتاج إلى الأمر برمته. وفي العادة تليها الدلعونة.
ويعد كل من اليرغول والمجوز والدربكة والبزق والربابة والقربة من أشهر الآت العزف في التراث الفلسطيني، إلى جانب العود والقانون والدف وغيرها من الآلات الشرقية الأخرى المستخدمة في المنطقة منذ الآف السنين.
تقام في الأراضي الفلسطينية اليوم العديد من المهرجانات الثقافية والموسيقية خصوصا منها:
- مهرجان القدس للموسيقى
- مهرجان فلسطين الدولي
- مهرجان مرج ابن عامر للتراث والثقافة

من الفرق والمغنين الفلسطينيين الذين غنوا للثورة:
- جورج قرمز
- فرقة بلدنا
- فرقة الحنونة

## ثقافة المقاومة

### الكوفية

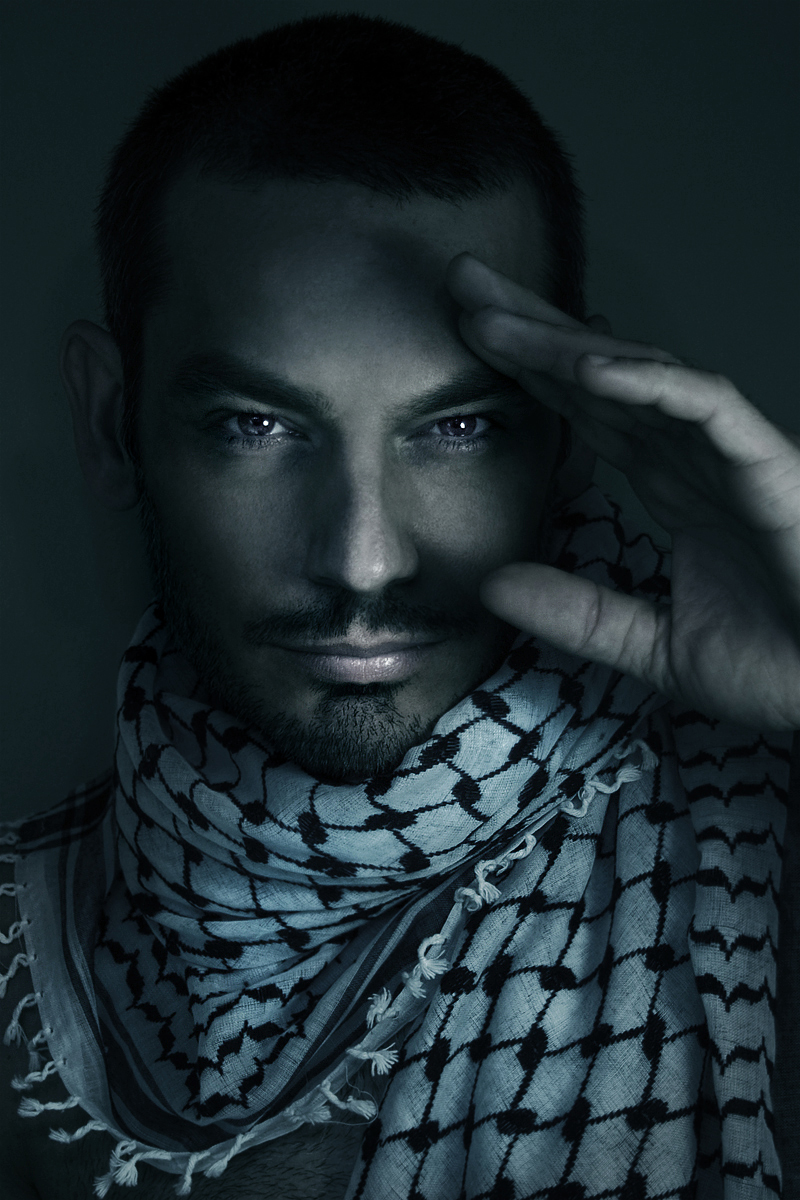
الكوفية الفلسطينية

أصبحت الكوفية البيضاء المقلمة بالأسود اليوم، رمزا وطنيا يرمز لنضال الشعب الفلسطيني في المحافل الدولية.
الكوفية الفلسطينية، تعرف أيضا بالسلك أو الحطة. بلونيها الأبيض والأسود تعكس بساطة الحياة الفلاحية في قرى فلسطين، كما الألوان الترابية لملابس الفلاحين هناك بعيداً عن ألوان حياة المدينة المتباينة والمغتربة عن بعضها.
اعتاد الفلاح أن يضع الكوفية لتجفيف عرقه أثناء حراثة الأرض ولوقايته من حر الصيف وبرد الشتاء، ارتبط اسم الكوفية بالكفاح الوطني منذ ثورة 1936 في فلسطين، حيث تلثم الفلاحون الثوار بالكوفية لإخفاء ملامحهم أثناء مقاومة القوات البريطانية في فلسطين
وذلك لتفادي اعتقالهم أو الوشاية بهم، ثم وضعها أبناء المدن وذلك بأمر من قيادات الثورة آنذاك وكان السبب أن الإنجليز بدؤوا باعتقال كل من يضع الكوفية على رأسه ظنا منهم انه من الثوار فأصبحت مهمة الإنجليز صعبة باعتقال الثوار بعد أن وضعها كل شباب وشيوخ القرية والمدينة.
فقد كانت الكوفية رمز الكفاح ضد الانتداب البريطاني والمهاجرين اليهود وعصاباتهم واستمرت الكوفية رمز الثورة حتى يومنا هذا مرورا بكل محطات النضال الوطني الفلسطيني.مع انطلاقة الثورة الفلسطينية المعاصرة في النصف الثاني من ستينات القرن الماضي كانت الكوفية
مقرونة بالفدائي كما سلاحه وكان أيضاً السبب الرئيسي لوضع الكوفية إخفاء ملامح الفدائي.
منذئذ اقترنت الكوفية عند شعوب العالم باسم فلسطين ونضال شعبها، قوي هذا الاقتران أثناء الانتفاضة الأولى عام 1987***** وصولا" إلى الانتفاضة الثانية عام 2000. فحتى الآن ما يزال
المناضلون يضعون الكوفية لذات الأسباب وذات الأهداف التحررية التي وضعها من أجلها الثوار عام 1936.

### فلسطين موضوع للإبداع الفني

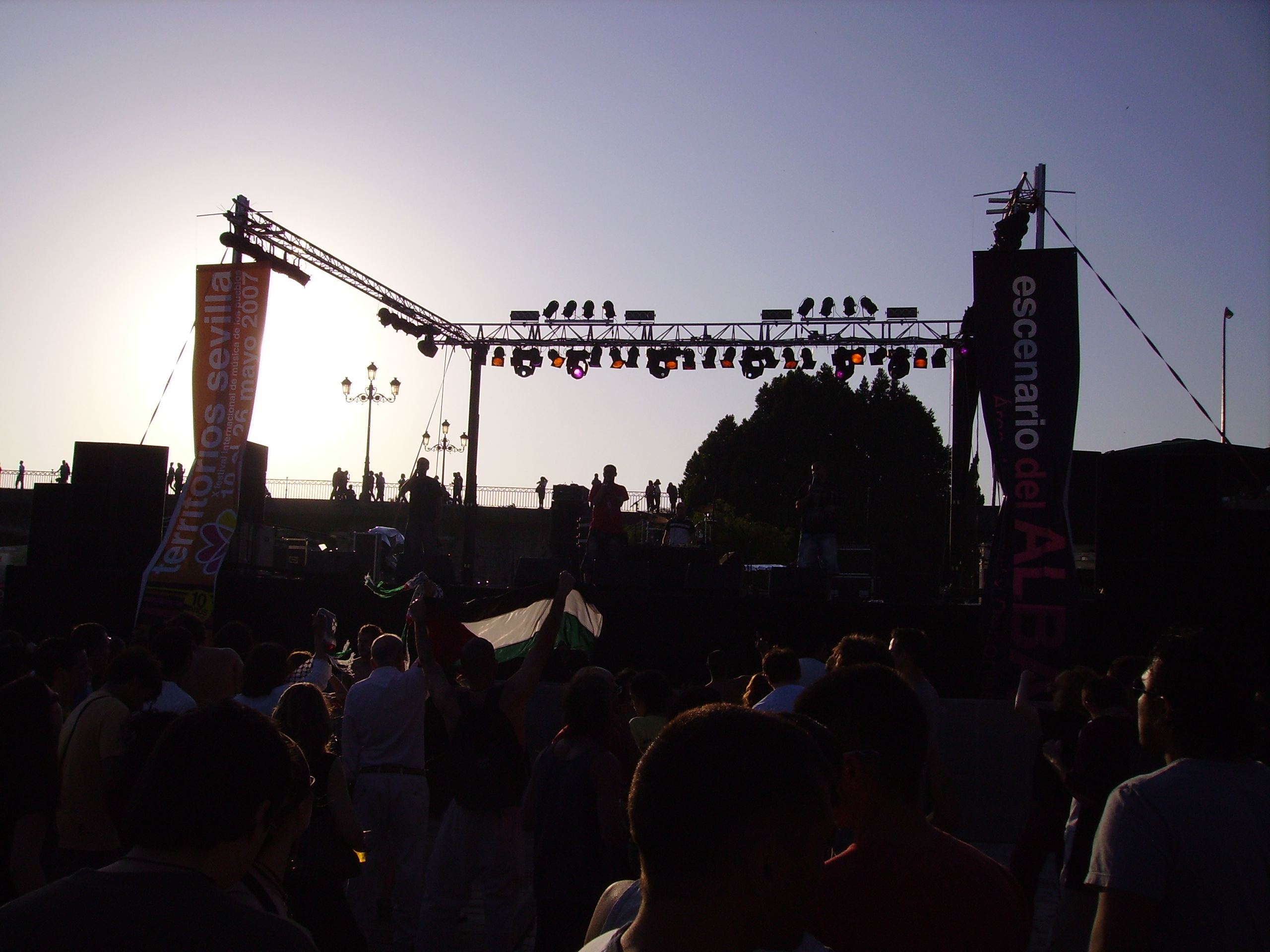
فرقة دام الفلسطينية في أحد مهرجانات إشبيلية

يعتبر الغناء الملتزم جزءاً من النضال والتحرير، وهو بمثابة صرخة في وجه الطغيان والاستبداد والظلم، فمنذ نكبة فلسطين وصولا إلى حرب حزيران 67 إضافة إلى احتلالات أخرى في الوطن العربي، اخذت القصيدة الغنائية والاغنية الملتزمة والأناشيد الثورية دورا بارزا في استنهاض الأمة ورفع الروح المعنوية في الشعوب المغلوب على أمرها، فالقصيدة والكلمة المغناة لا تقلان أهمية عن المدفع والطلقة في المعركة، ويحضرنا في هذا المجال قصيدة الشاعر الراحل محمود درويش «عابرون في كلام عابر» التي أثارت غضب إسرائيل وخاصة رئيس وزراءها اسحاق شامير الذي طالب برأس الشاعر درويش حيا أو ميتا لما طرحته من افكار ورؤى بصفة هذا العدو ليس له أي مكان أو تاريخ يذكر على أرض فلسطين فهم مجرد عابرون والعابر ليس له اية مرجعية تاريخية تعطيه الاحقية في البقاء في فلسطين، وادى هذه القصيدة أكثر من فرقة غنائية ملتزمة اعطت أيضا القصيدة بعدا فلسفيا وتحريضيا في المواجهة على أرض المعركة، ولا ننسى الفنان الكبير سيد مكاوي الذي غنى غير أغنية لفلسطين مثل:«الأرض بتتكلم عربي» والفنان الكبير هاني شاكر الذي غنى للقدس قدس العروبة، وكاظم الساهر «ياقدس».
واذا ذهبنا إلى سلاسل التاريخ التي تغص بالعديد من الاسطوانات الغنائية إلى ساندت القضية الفلسطينية وتغنت بالجرح العربي ففي العام 1948 وعقب احتلال فلسطين شدا الموسيقار المصري الكبير محمد عبد الوهاب رائعة الشاعر المصري علي محمود طه «أغنية فلسطين»، أو «أخي جاوز الظالمون المدى» وكما غنت أم كلثوم لفلسطين قصيدة للشاعر نزار قباني اثر نكسة حزيران في العام 67«أصبح عندي الآن بندقية» وغنى العندليب الاسمر الراحل عبد الحليم حافظ «فدائي» و«خلي السلاح صاحي» وغيرها الكثير من الاغنيات التي مجدت فلسطين وتضحياتها.
ولم يقتصر الغناء الوطني لفلسطين على الفلسطينيين فقط:
- غنت فيروز من كلمات الأخوين رحباني «الآن الآن وليس غدا» و«جسر العودة» و«خذوني إلى بيسان» و«زهرة المدائن».
- ماجدة الرومي غنت قصيدة لمحمود دوريش التي تقول «حاصر حصارك لا مفر فأنت الآن حر وحر وحر»
- غنى الفنان الأردني عمر العبداللات لفلسطين «قادم..قادم..قادم» و«يمه يمه هدوا دارنا» والتي كان لها صدى واسع في الساحة العربية.
- كانت فلسطين حاضرة في معظم أعمال الفنان اللبناني مارسيل خليفة فغنى الكثير من أشعار دوريش مثل: «أحن إلى خبز أمي» و«ريتا» و«عيون بندقية» و«قصيدة الشهيد محمد الدرة»، وغيرها من القصائد التي لها الاثر الأكبر في النضال والجهاد والتعبئة الوطنية، فمن قصيدة «أمي» التي غناها مارسيل وتعتبر من القصائد النابضة بالحياة وعشق الأرض والأم الصابرة والرازحة تحت الاحتلال يقول: «أحن إلى خبز امي وقهوة امي ولمسة امي»
- غنى الفنان اللبناني أحمد قعبور «أناديكم، أشد على أياديكم» و«في الضفة» وغيرها
- غنت جوليا بطرس «وين الملايين، الشعب العرب وين».
- كذلك كتب الشاعر أديب رفيق محمود قصائد عديدة اهداءً إلى«الشهداء الأبرار وإلى الأم الأولى والأخيرة - وهي بالطبع – الأرض».قال في إحدى القصائد: «عنك ياقدس سؤالي أسفري عن وجهك يا أم النضال. وأجيبي ولدا يلهو وللسور استدارة.و على جبل الزيتون للحب إشارة.و فمي يا أم شوق الثدي لا زيف العبارة.لوعة الذكرى وأحلام الغروب. فرحة الصبح وأحلام الشعوب. صرخة الحر وموسيقى الحجارة.هو قمري على الماء يلوب. يغمس المنقار في دوب الحضارة»
- كان جرح فلسطين عميقا ومؤلما في ذاكرة الشعب العربي وما زال حاضرا في وجدان الفنانين العرب على مساحة الوطن الكبير فكان أيضا الغناء جماعيا من خلال أكثر من اوبريت عربي مثل «الحلم العربي» و«الضمير العربي» شاركت فيه نخبة من الفنانين من الدول العربية.[21]
- غنى وديع الصافي لفلسطين
- غنى نصري شمس الدين لفلسطين

## الرقص

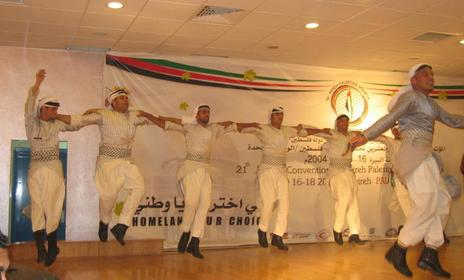
رقصة الدبكة الفلسطينية الشعبية كما يؤديها الرجال

دبكة ( العربية: دبكة) هي رقصة شعبية نشأت في بلاد الشام . وهي رقصة شعبية في الثقافة الفلسطينية والعديد من الثقافات الأخرى في بلاد الشام وتقوم العديد من الفرق بأدائها في جميع أنحاء العالم. تتميز الدبكة بالقفز المتزامن والدوس والحركة على غرار الرقص بالنقرات.

## الحكايات الشعبية
تبدأ القصص التقليدية بين الفلسطينيين بدعوة المستمعين لتقديم البركات لله والنبي محمد أو مريم العذراء حسب الحالة وتتضمن الافتتاحية التقليدية : "كان في قديم الزمان ...". وتشترك العناصر الصيغية للقصص في الكثير من القواسم المشتركة مع العالم العربي الأوسع مع أن نظام القافية مميز. هناك مجموعة من الشخصيات الخارقة للطبيعة : الجن والجن الذين يمكنهم عبور البحار السبعة في لحظة والعمالقة والغول ذوي العيون الجمر والأسنان النحاسية.
غالبًا ما تتضمن الحكايات الشعبية الفلسطينية قصصًا وحكايات عن القديس جورج شفيع فلسطين. على سبيل المثال تتضمن إحدى القصص من قرية عين كارم زيارة القديس جورج أثناء الجفاف. في كثير من الأحيان تشكل الحكايات الشعبية للقديس جورج مصدرًا للصمود والأمل بالنسبة للفلسطينيين سواء كانوا مسلمين أو مسيحيين.
الحكاية الفلسطينية هي أحد أشكال الأدب الشفوي النسائي الذي يعالج القضايا الاجتماعية. تعرضها في الشتاء حيث تحكي النساء الأكبر سناً القصص للنساء الأصغر سناً والأطفال. في عام 2008 أدرجت في قائمة اليونسكو للتراث الثقافي غير المادي.

## المسرح
يشبه المسرح الفلسطيني المسارح العربية الأخرى لكنه يختلف بشكل كبير بسبب تاريخ المنطقة وشعبها. لقد نشأت هذه الممارسة بصعوبة وكانت في البداية تركز على الداخل ولكنها تطورت منذ ذلك الحين لتصبح ممارسة ثقافية مميزة. وتشير ماري إلياس في الموسوعة التفاعلية للقضية الفلسطينية إلى ثلاث مراحل مختلفة. بدأ المسرح الفلسطيني في "سياق النهضة الثقافية" في بلاد الشام وخاصة في عشرينيات القرن العشرين مع إنتاجات مستندة إلى نصوص عربية أو مسرحيات أوروبية مترجمة. وفي أواخر الستينيات حدثت فترة ثانية من "الولادة الجديدة" وبعد حرب الأيام الستة عام 1967 "عبر عن رغبة واضحة ولكن غير منسقة سواء داخل فلسطين أو في الخارج لتطوير المسرح بهوية فلسطينية" حسب إلياس. ومن المجموعات البارزة في تلك الفترة فرقة مسرح بالالين التي بدأت في عام 1970 كفرقة مسرح العائلة. وبدأت الفترة الثالثة في عام 1993 بعد اتفاقية أوسلو والتي شهدت تحولاً في المهنة في الضفة الغربية مع أن التطورات في قطاع غزة كانت أكثر صعوبة.

## البنيان

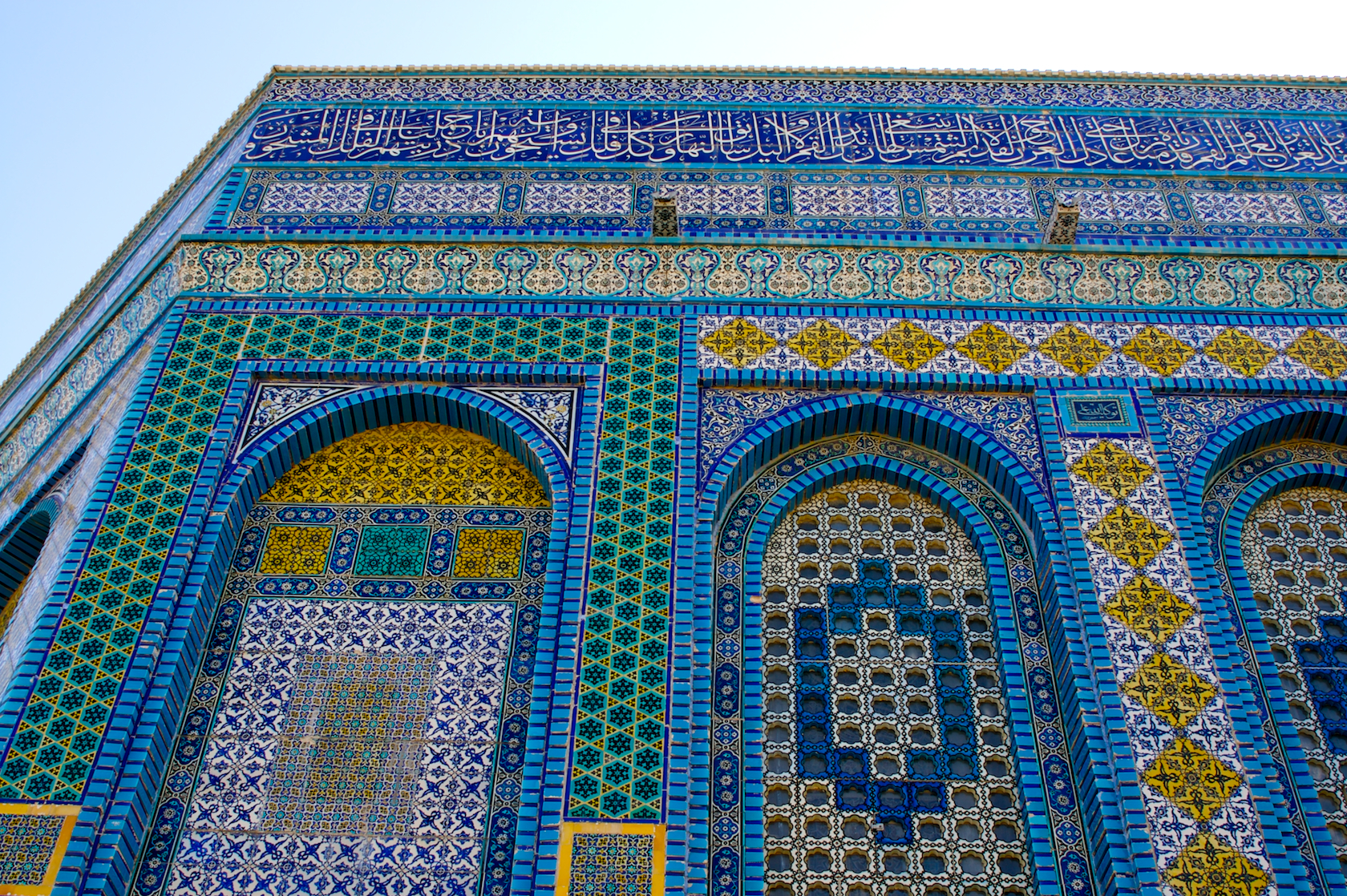
فن فسيفساء قبة الصخرة

تغطي العمارة الفلسطينية التقليدية فترة زمنية تاريخية واسعة وعددًا من الأساليب والتأثيرات المختلفة على مر العصور. كانت الهندسة المعمارية الحضرية في فلسطين قبل عام 1850 متطورة نسبيًا. ورغم انتمائها إلى السياق الجغرافي والثقافي الأوسع لبلاد الشام والعالم العربي إلا أنها شكلت تقليدًا متميزًا "يختلف اختلافًا كبيرًا عن تقاليد سوريا أو لبنان أو مصر". ومع ذلك فقد شاركت المنازل الفلسطينية في نفس المفاهيم الأساسية فيما يتعلق بترتيب مساحة المعيشة وأنواع الشقق الشائعة في جميع أنحاء شرق البحر الأبيض المتوسط. كان التنوع الغني والوحدة الأساسية للثقافة المعمارية في هذه المنطقة الأوسع الممتدة من البلقان إلى شمال إفريقيا نتيجة للتبادل الذي عززته قوافل طرق التجارة وامتداد الحكم العثماني على معظم هذه المنطقة بدءًا من أوائل القرن السادس عشر وحتى نهاية الحرب العالمية الأولى.

## الرياضة
تنافس الرياضيون الفلسطينيون في كل الألعاب الأولمبية منذ دورة الألعاب الأولمبية الصيفية عام 1996. ولم تتعاون اللجنة الأولمبية الفلسطينية مع اللجنة الأولمبية الإسرائيلية في التدريب لدورة الألعاب الأولمبية 2012 والمشاركة في دورة الألعاب المتوسطية 2013.
وكانت الألعاب الموروثة من العهد العثماني هي نقطة الانطلاق للرياضة الفلسطينية في عهد الانتداب البريطاني. وتضمنت هذه الألعاب سباق الخيل والجري والمصارعة والسباحة. ومع ذلك اكتسبت كرة القدم شعبية مع مرور الوقت.
تعود البداية الحقيقية لظاهرة إنشاء الأندية الرياضية الاجتماعية في فلسطين إلى أوائل القرن العشرين وتحديداً في عشرينيات القرن العشرين. ومنذ ذلك الوقت أصبحت الرياضة وخاصة كرة القدم تقليدًا اجتماعيًا وجزءًا محوريًا من الثقافة الفلسطينية. وقد أنشئت العديد من هذه الأندية باعتبارها أندية اجتماعية وثقافية.
ولم تتأسس سوى عدد قليل من الأندية لأغراض رياضية فقط في حين نشأت الأغلبية كأنشطة اجتماعية ثم تبنت الأنشطة الرياضية فيما بعد. بحلول عام 1948 كان هناك حوالي 65 ناديًا رياضيًا في فلسطين وكان حوالي 55 منها أعضاء في الاتحاد الرياضي العربي الفلسطيني (أيه بيه أس أف) الذي تأسس في عام 1931 وأعيد تأسيسه في عام 1944. وكان لهذه الأندية تأثير كبير على حياة الشباب الفلسطيني إذ ساهمت في تشكيل شخصيتهم وإعدادهم للمشاركة الاجتماعية والسياسية.
هناك دوري الضفة الغربية الممتاز ودوري قطاع غزة. لعب المنتخب الفلسطيني لكرة القدم مع منتخب أفغانستان في تصفيات كأس العالم 2014 لكرة القدم. قاموا بزيارة أستراليا لحضور كأس آسيا 2015.
نادي بيت جالا ليونز هو فريق اتحاد الرجبي في الضفة الغربية.
نادي ترمسعيا للفروسية الذي تأسس في عام 2007 هو نادي لركوب الخيل مخصص لمهمة توفير إمكانية الوصول إلى الخيول بأسعار معقولة للفلسطينيين. يؤكد أشرف ربيع المؤسس أن "هذا جزء من تطور فلسطين. الخيول جزء كبير من ثقافتنا العربية وعلينا أن نحتضنها".

## الحرف اليدوية
ولا يزال الفلسطينيون ينتجون مجموعة واسعة من الحرف اليدوية التي أنتج الكثير منها منذ مئات السنين ولا تزال مستمرة حتى يومنا هذا. تشمل الحرف اليدوية الفلسطينية التطريز والنسيج وصناعة الفخار وصناعة الصابون وصناعة الزجاج والمنحوتات على خشب الزيتون والصدف.
في عامي 2021 و2022 على التوالي قاموا بإدراج ترشيحات مشتركة قدمتها فلسطين ودول عربية أخرى في قائمة اليونسكو للتراث الثقافي غير المادي لمعرفة واستخدام شجرة النخيل والخط العربي.

## المثقفين
وفي أواخر القرن التاسع عشر وأوائل القرن العشرين، كان المثقفون الفلسطينيون جزءاً لا يتجزأ من الدوائر الفكرية العربية الأوسع، ممثلة في أفراد مثل مي زيادة وخليل بيدس . لقد كان المستوى التعليمي بين الفلسطينيين مرتفعا تقليديا. في ستينيات القرن العشرين، كانت نسبة المراهقين (15 إلى 17 عامًا) المسجلين في المدارس الثانوية في الضفة الغربية أعلى من إسرائيل؛ حيث بلغ معدل الالتحاق بالمدارس الثانوية في الضفة الغربية 44.6% مقابل 22.8% في إسرائيل.  كان كلود شيسون ‏ ، وزير الخارجية الفرنسي في عهد ميتران الأول، يرى في منتصف الثمانينيات أنه "حتى قبل ثلاثين عاماً، ربما كان [الفلسطينيون] يمتلكون بالفعل أكبر نخبة متعلمة بين كل الشعوب العربية". 
لقد قدم شخصيات من الشتات مثل إدوارد سعيد وغادة كرمي ومواطنين عرب في إسرائيل مثل إميل حبيبي وأردنيين مثل إبراهيم نصر الله مساهمات في عدد كبير من المجالات مما يجسد تنوع الخبرة والفكر بين الفلسطينيين.

## الأدب

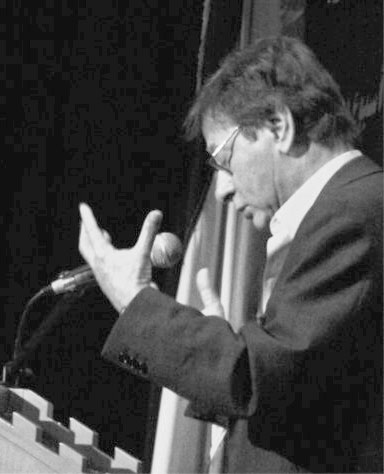
محمود درويش شاعر فلسطيني

يشكل التاريخ الطويل للغة العربية وتقاليدها الشفهية والكتابية الغنية جزءًا من التراث الأدبي الفلسطيني كما تطور على مدار القرنين العشرين والحادي والعشرين.
منذ عام 1967 افترض معظم النقاد وجود ثلاثة "فروع" للأدب الفلسطيني مقسمة بشكل فضفاض حسب الموقع الجغرافي : 1) من داخل إسرائيل 2) من الأراضي المحتلة 3) من بين الشتات الفلسطيني في جميع أنحاء الشرق الأوسط.

## معرض صور

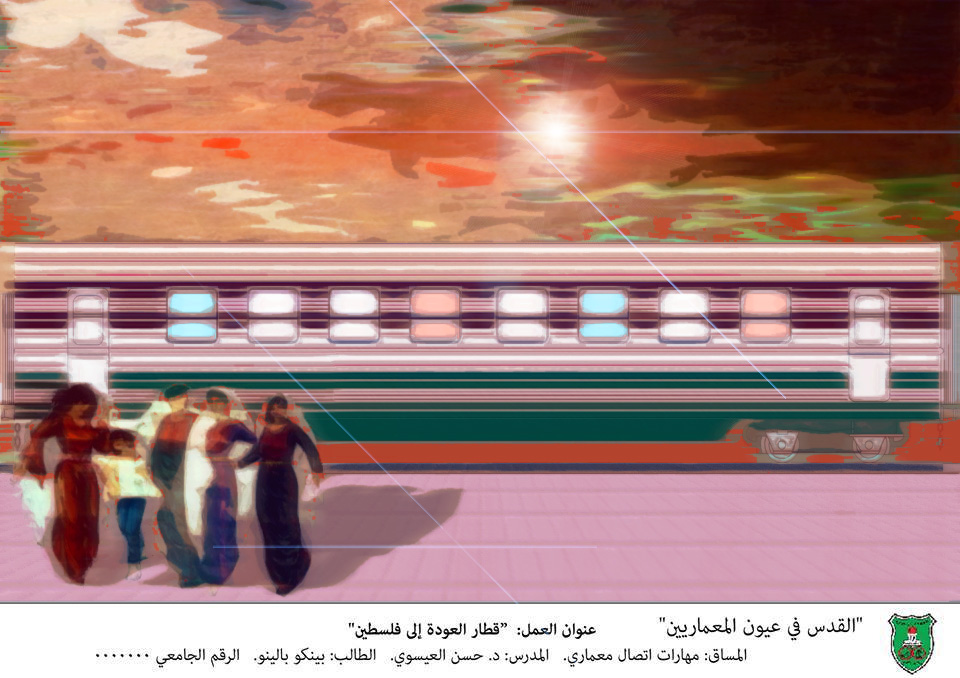
لوحة: حق العودة الفلسطيني

## وصلات خارجية
- صور من التراث اليومي الفلسطيني
- التراث الثقافي الفلسطيني